# 小行星7404
小行星7404是一颗围绕太阳公转的小行星。1988年1月13日，亨利·德波鸿诺在拉西拉天文台发现了此天体。
这颗小行星的绝对星等为208.3027886286052等。